# Hippolyte Bernheim
 (décembre 2015).
Pour les articles homonymes, voir Bernheim.
Hippolyte Bernheim, né à Mulhouse le 17 avril 1840 et mort à Paris le 2 février 1919, est un professeur de médecine et neurologue français, célèbre dans le cadre de l'histoire de l'hypnose et de la psychothérapie.

## Biographie
Né à Mulhouse en 1840, Bernheim fait ses études à l'université de Strasbourg, où il soutient sa thèse de doctorat en médecine, intitulée De la myocardite aiguë (ramollissement inflammatoire, suppuration, ulcération du myocarde) en 1867.  La même année, il  devient maître de conférence, toujours à l'université de Strasbourg, et s'établit comme médecin dans la ville. Lors de l'annexion de Strasbourg par l'Allemagne en 1871, Bernheim opte pour la France et quitte l'université de Strasbourg pour l'université de Nancy, au sein de laquelle il devient professeur titulaire de médecine interne en 1879.
En 1882, il assiste aux travaux d'hypnose du docteur Ambroise-Auguste Liébeault, caractérisés par des suggestions autoritaires, et commence à les introduire dans son service d'hôpital universitaire. En 1883, Bernheim effectue des expériences sur les suggestions criminelles avec le juriste Jules Liégeois et le médecin Henri Beaunis.
Avec Liébeault, Liégeois et Beaunis, Bernheim forme ce que l'on a appelé l'École de Nancy, ou École de la suggestion, par opposition à l'École de la Salpêtrière de Jean Martin Charcot.
« En publiant en 1884 De la suggestion dans l'état hypnotique et dans l'état de veille, Bernheim popularise des contre-expériences qui ruinent les démonstrations de Charcot. » (J. Carroy, 1991, Hypnose, suggestion et psychologie, PUF, p. 162). Bernheim définit l'hypnose comme un simple sommeil produit par la suggestion et susceptible d'applications thérapeutiques. En cela, il s'oppose à la définition de Charcot, qui voit en l'hypnose un état pathologique propre aux hystériques. En 1884, Bernheim définit la suggestion comme « l'influence provoquée par une idée suggérée et acceptée par le cerveau », puis en 1886 comme une « idée conçue par l'opérateur, saisie par l'hypnotisé et acceptée par son cerveau ». En 1903, Bernheim considère que l'on ne peut pas distinguer l'hypnose de la suggestibilité. Il déclare « la suggestion est née de l'ancien hypnotisme comme la chimie est née de l'alchimie ». Il abandonne progressivement l'hypnose, soutenant que ses effets peuvent tout aussi bien être obtenus à l'état de veille que par la suggestion, selon une méthode qu'il désigne du nom de psychothérapie. En 1907, dans Le Docteur Liébeault et la doctrine de la suggestion, il propose le concept d'idéodynamisme, selon lequel « toute idée suggérée tend à se faire acte ».
Bernheim a mis en lumière la notion d'effet placebo au cours de ses recherches sur la suggestion, dont le placebo constitue, avec l'hypnose, une des figures majeures (De la suggestion et de ses applications thérapeutiques, Bernheim H., 1886).
Bernheim et Liébeault reçoivent la visite d'Émile Coué en 1885, d'Auguste Forel en 1887, de Joseph Delbœuf en 1888 et de Sigmund Freud en 1889. Ce dernier traduit en allemand De la suggestion et de ses applications thérapeutiques en 1888. Dans les années 1890, l'influence internationale de l'École de Nancy est très importante, notamment en Allemagne (Albert Moll, Leopold Löwenfeld et Albert von Schrenck-Notzing), en Autriche (Richard von Krafft-Ebing), en Russie (Vladimir Bechterew), aux États-Unis (James Baldwin, Boris Sidis et Morton Prince), en Suède (Otto Wetterstrand) et en Hollande (Frederik van Eeden). Vers 1900, Bernheim est considéré comme le plus grand psychothérapeute d'Europe, mais, dix ans après, il était presque totalement oublié.
Il devient sociétaire de la Société des sciences de Nancy le 5 mai 1873,.
Il est inhumé au cimetière du Père-Lachaise (7e division).

## Faux souvenirs induits
Un des premiers témoignages sur des faux souvenirs induits par un thérapeute remonte à Bernheim dans les années 1880. Celui-ci suggéra à sa patiente Marie qu'elle avait été témoin du viol d’une jeune fille par un vieux garçon. La session terminée, il lui dit : « Ce n'est pas un rêve ; ce n'est pas une vision que je vous ai donnée pendant votre sommeil hypnotique ; c'est la vérité elle-même ; et si l'on fait plus tard une enquête sur ce crime, vous direz la vérité » (Bernheim, 1889, p. 165). Trois jours plus tard un des amis de Bernheim interrogea Marie sur cet évènement présumé et elle s’en souvint parfaitement, y compris des noms du violeur et de sa victime, ainsi que de la date, de l'heure et du lieu. Bernheim testa ensuite la confiance de Marie dans son témoignage en lui demandant si ce n’était peut-être pas une « vision comme celles qu'il avait l'habitude de lui suggérer pendant son sommeil » (Bernheim, De la Suggestion et de son Application à la Thérapeutique, 1887, p. 12), mais elle resta catégorique quant à la véracité de l'histoire. Elle acceptait même de témoigner sous serment à un procès.

## Œuvres et publications
- Des fièvres typhiques en général, Strasbourg (1868).
- « Leçon d'ouverture de clinique médicale », in Annales médicales de l’Est, 1874, p. 175-185, Texte intégral.
- Leçons de clinique médicale, Paris (1877).
- De la suggestion dans l'état hypnotique et dans l'état de veille, Paris (1884) ; éditions L'Harmattan, 2004  (ISBN 2747556239) Texte en ligne
- De la suggestion et de ses applications à la thérapeutique, Paris (1886) ; éditions L'Harmattan, 2005  (ISBN 274758691X).
- Recueil de faits cliniques, 1883-1886 (1890).
- Hypnotisme, suggestion, psychothérapie, études nouvelles (1891) ; éditions Fayard, 1995  (ISBN 2213595291) Texte en ligne.
- L'Hypnotisme et la suggestion dans leurs rapports avec la médecine légale (1897) Texte en ligne.
- « Doctrine de l'aphasie, conception nouvelle », in Revue médicale de l'Est, 1906, 38, p. 657-72, 694-704, Texte intégral.
- Le Docteur Liébeault et la doctrine de la suggestion (1907).
- De la suggestion, Paris, Albin Michel (1916) ; éditions L'Harmattan, coll. « Encyclopédie psychologique », rééd. 2007  (ISBN 2296037127) Texte en ligne Texte au format RTF
- Automatisme et suggestion (1917).
- L'Hystérie : Définition et conception, pathogénie, traitement, Encyclopédie scientifique, O. Doin et fils, 1913, (ASIN B0018IIXUC) Texte en ligne